# Atlantis : Secrets d'un monde oublié
Pour les articles homonymes, voir Atlantis.
Atlantis : Secrets d'un monde oublié (ou Atlantis tout court, en anglais Atlantis: The Lost Tales) est un jeu vidéo d'aventure développé et édité par le studio français Cryo Interactive et sorti en 1997. Il est le premier de la série de jeux d'aventure Atlantis.
Le jeu se déroule dans l'univers mythologique de l'Atlantide. La reine Rhéa est enlevée au début de l'aventure. Le héros du jeu, Seth, qui fait partie des Compagnons de la reine, mène l'enquête et lève peu à peu le voile sur un complot politique dont les enjeux le conduisent à explorer le mystère des origines de la civilisation atlante. Au cours du jeu, Seth voyage hors de l'Atlantide et se rend dans plusieurs lieux historiques liés aux principales théories ésotériques relatives aux origines de la civilisation atlante : Stonehenge, le Spitzberg et l'île de Pâques.
Atlantis a été suivi d'Atlantis II (1999) puis Atlantis III : Le Nouveau Monde (2001), également édités par Cryo Interactive. Après la disparition du studio, deux nouveaux épisodes plus ou moins liés aux précédents sont parus, tous deux développés par Atlantis Interactive Entertainment, un studio regroupant d'anciens membres de Cryo : Atlantis Evolution (2004) et The Secrets of Atlantis : L'Héritage sacré (2007), édités par The Adventure Company.

## Trame

### Univers
Le jeu se déroule dans une Préhistoire imaginaire où l'Atlantide existe et a développé une civilisation avancée bien avant les autres peuples du monde. L'Atlantide est une petite île volcanique située quelque part dans l'océan Atlantique. Les Atlantes se distinguent des autres peuples de leur époque par leurs mœurs pacifiques, le raffinement de leur société et de leurs arts, et la technologie très avancée dont ils disposent. Ils observent l'évolution des autres peuples à distance, mais n'entrent jamais en contact avec eux.
L'Atlantide telle qu'elle est présentée dans le jeu s'inspire des sociétés antiques, en mélangeant des éléments propres à la Grèce, Rome ou à la Mésopotamie. La religion atlante est fondée sur le culte d'Ammu, déesse de la lune, et du dieu soleil Sa'at. Ammu est supérieure à Sa'at, son serviteur. Cette hiérarchie divine justifie le caractère matriarcal de la société atlante. Dans le culte, les prêtresses d'Ammu disposent d'une autorité supérieure à celle des prêtres de Sa'at. Dans le domaine politique, l'Atlantide a toujours été gouvernée par une reine, représentante d'Ammu, assistée par un consort, représentant de Sa'at. Le pouvoir royal est transmis de manière héréditaire. Le consort, en revanche, n'exerce sa charge que pour une durée limitée. Il accède à ce rang en remportant les jeux organisés tous les sept ans, puis en affrontant victorieusement le consort précédent lors d'un concours nommé l'Épreuve, et exerce alors le pouvoir aux côtés de la reine pendant sept ans. Au terme des sept ans, il doit se soumettre à l'Épreuve et affronter le nouveau vainqueur des jeux ; s'il ne meurt pas dans l'affrontement, il reste au pouvoir pendant sept autres années, et ainsi de suite. La reine possède un corps de serviteurs d'élite nommés les Compagnons. Le consort, de son côté, possède une garde personnelle. Au moment où l'histoire du jeu commence, l'Atlantide est dirigée par la reine Rhéa et son consort Créon.
La technologie des Atlantes dépasse de loin celle des autres peuples. Les Atlantes disposent en particulier de cristaux qui leur permettent de faire fonctionner des vaisseaux volants semblables à d'élégantes barques de bois pourvues de mâts latéraux. Le cristal utilisé pour faire fonctionner les engins volants ne se trouve que sur l'Atlantide, et il n'en existe qu'une quantité limitée. Les pilotes entretiennent une relation télépathique avec le cristal de leur vaisseau, et utilisent un système d'images mnémotechniques pour mémoriser les endroits et les routes qu'ils seront amenés à parcourir ; cet apprentissage, long et difficile, dure quatre ans. Les vaisseaux volants permettent aux Atlantes de voyager et de surveiller les progrès de la civilisation partout dans le monde, sans avoir à se mêler aux autres peuples. Les Atlantes possèdent des campements et des temples un peu partout dans le monde, entretenus par les prêtresses d'Ammu et les prêtres de Sa'at.

### Histoire

#### L'enquête sur Atlantis
Le jeu commence lorsque Seth arrive au palais d'Atlantis pour intégrer la confrérie des Compagnons de la reine. Dans le quartier des Compagnons, il fait la connaissance d'Agathe et de l'antipathique Meljanz. Peu après, des Compagnons font irruption dans la salle et annoncent l'enlèvement de la reine. Malgré l'ordre donné aux Compagnons de se tenir à l'écart de l'enquête, menée officiellement par les hommes du consort Créon, Seth, avec le soutien d'Agathe, décide de retrouver lui-même la reine pour la libérer. Sur le rivage où Rhéa a été enlevée, il discute avec le pêcheur Actyon, qui lui donne une boucle d'oreille trouvée sur la plage. De retour au village, Seth est convoqué au palais par Créon, qui lui ordonne de ne plus se mêler de l'affaire. Seth continue malgré tout et discute avec un autre compagnon, Lascoyte, qui lui parle des Fils du rayon d'or, une faction extrémiste vénérant exclusivement Sa'at et qui a tenté jadis de prendre le pouvoir sur Atlantis. Lascoyte donne rendez-vous à Seth à l'auberge du Coq écarlate, située au village, et lui indique le moyen de sortir du palais sans être vu par les gardes. Parvenu au village, Seth découvre que le rendez-vous était un guet-apens, car Lascoyte, Meljanz et leurs acolytes font en réalité partie des Fils du rayon d'or. Grâce à l'aide d'Agathe, Seth s'échappe de justesse et rentre au palais par un passage secret. Il y rencontre un mystérieux chasseur de rats qui lui indique un moyen d'espionner Créon au palais. Seth assiste ainsi à une rencontre entre Créon et le Grand prêtre de Sa'at. Tous deux complotent pour prendre le pouvoir : ils sont à l'origine de l'enlèvement de la reine, qu'ils retiennent prisonnière dans une colonie atlante, Carbonek, et qu'ils comptent interroger à propos du « Savoir Caché ». Seth rapporte ses découvertes à Agathe, mais celle-ci est blessée mortellement dans une escarmouche avec des partisans de Créon. Agathe a le temps d'avertir Seth du danger que représente le Savoir Caché, et de le diriger vers son frère, Hector, un pilote d'engin volant. Seth trouve Hector qui l'emmène jusqu'à Carbonek. 

#### Carbonek

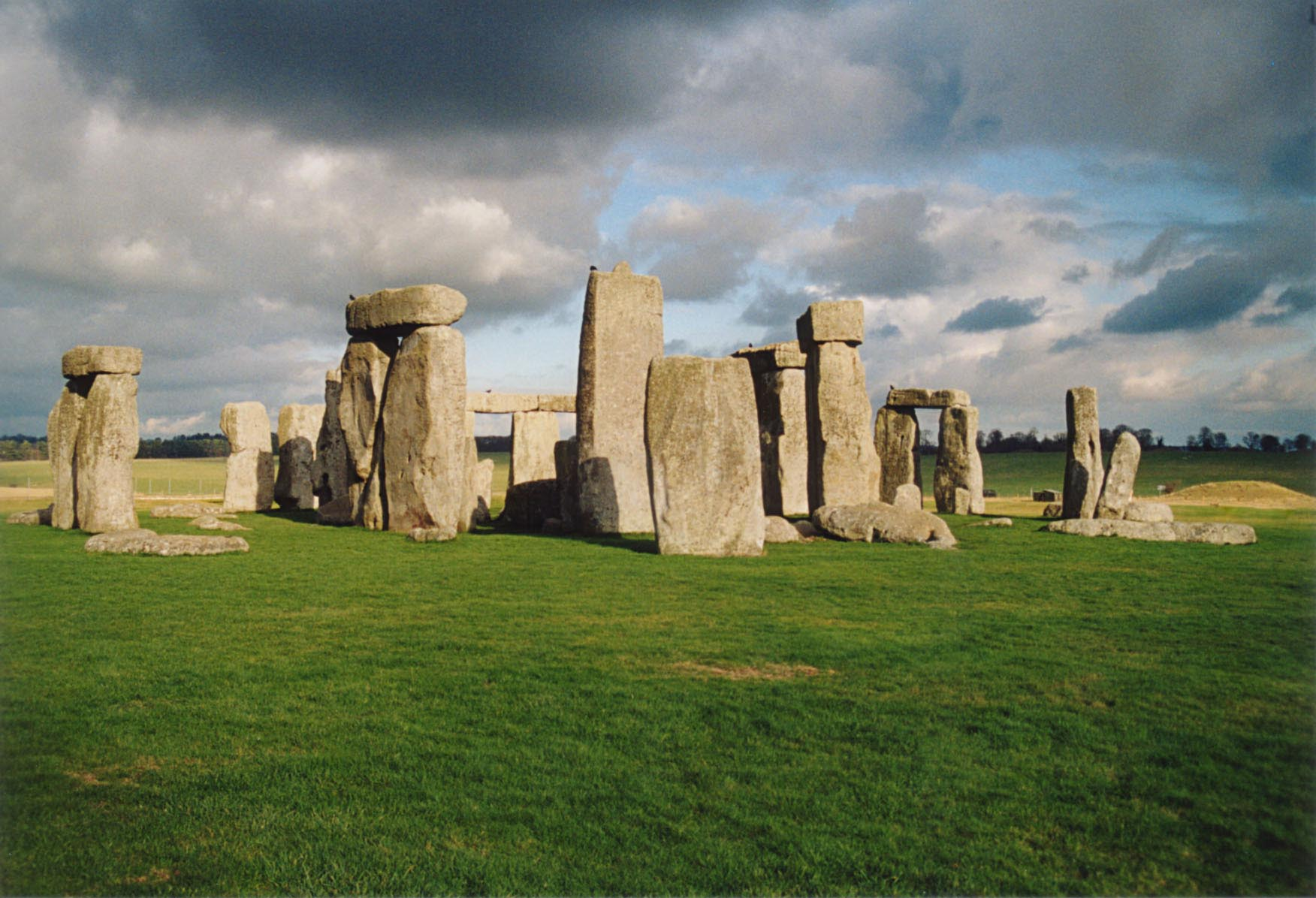
Le cromlech de Stonehenge, dont s'inspire le site de Carbonek dans le jeu.

Parvenu à Carbonek, une installation atlante située près de Stonehenge, Seth s'infiltre dans un camp militaire souterrain gardé par les hommes de Créon. Déguisé en prêtresse, il retrouve la reine, la libère et l'emmène jusqu'à l'engin volant. Hector et Rhéa s'envolent pour Atlantis, tandis que Seth reste en arrière pour retenir les gardes. Il leur échappe miraculeusement grâce à l'intervention d'une sorcière. Ayant payé sa dette envers la sorcière, Seth assiste sans être vu à l'exhumation du Savoir Caché par Créon et le Grand prêtre de Sa'at : le Savoir Caché est une mystérieuse tête en bronze dotée d'une intelligence propre et de grands pouvoirs. Seth est ensuite ramené sur Atlantis par une prêtresse-pilote. Sur place, le pêcheur Actyon lui apprend que l'engin volant d'Hector et de la reine Rhéa n'est jamais arrivé sur l'île. Seth poursuit néanmoins sa quête à l'aide des informations sibyllines données par la sorcière. Il s'infiltre de nouveau dans le palais et jusque dans la tour d'Ammu, où il découvre « l'Arbre des premiers » et s'empare d'un cristal de forme inhabituelle. Seth retourne chez Actyon, qui lui recommande de rechercher l'aide de sa fille, Anna, qui est pilote. Seth parvient à trouver la jeune fille et tous deux échappent de justesse aux Fils du rayon d'or. Ils parviennent à s'emparer d'un engin volant et quittent Atlantis pour le « lieu de l'ours blanc », le Spitzberg, qui est apparu à Seth dans une vision.

#### Le Spitzberg
Seth et Anna sont accueillis par les indigènes du Spitzberg qui leur racontent l'histoire de leur peuple. Anna est emprisonnée pour avoir essayé de toucher une fresque sacrée. Seth la libère alors que les indigènes s'apprêtent à la sacrifier dans un sanctuaire souterrain. Tous deux découvrent dans ce sanctuaire des indications sur l'origine du peuple atlante et sur le Savoir Caché, dont la véritable forme semble monstrueuse. Seth et Anna, qui s'apprêtent à quitter le Spitzberg, assistent à l'arrivée du vaisseau de Créon, qui utilise une arme alimentée par un cristal magique pour dévaster le village des indigènes. Anna décolle seule et percute vainement l'engin de Créon, qui repart pour Atlantis. Persuadé qu'Anna est morte, Seth prend en otage Jomar, le pilote d'un second vaisseau arrivé en même temps que celui de Créon et le contraint à l'emmener sur l'île de Para Nua. 

#### Para Nua et Muria

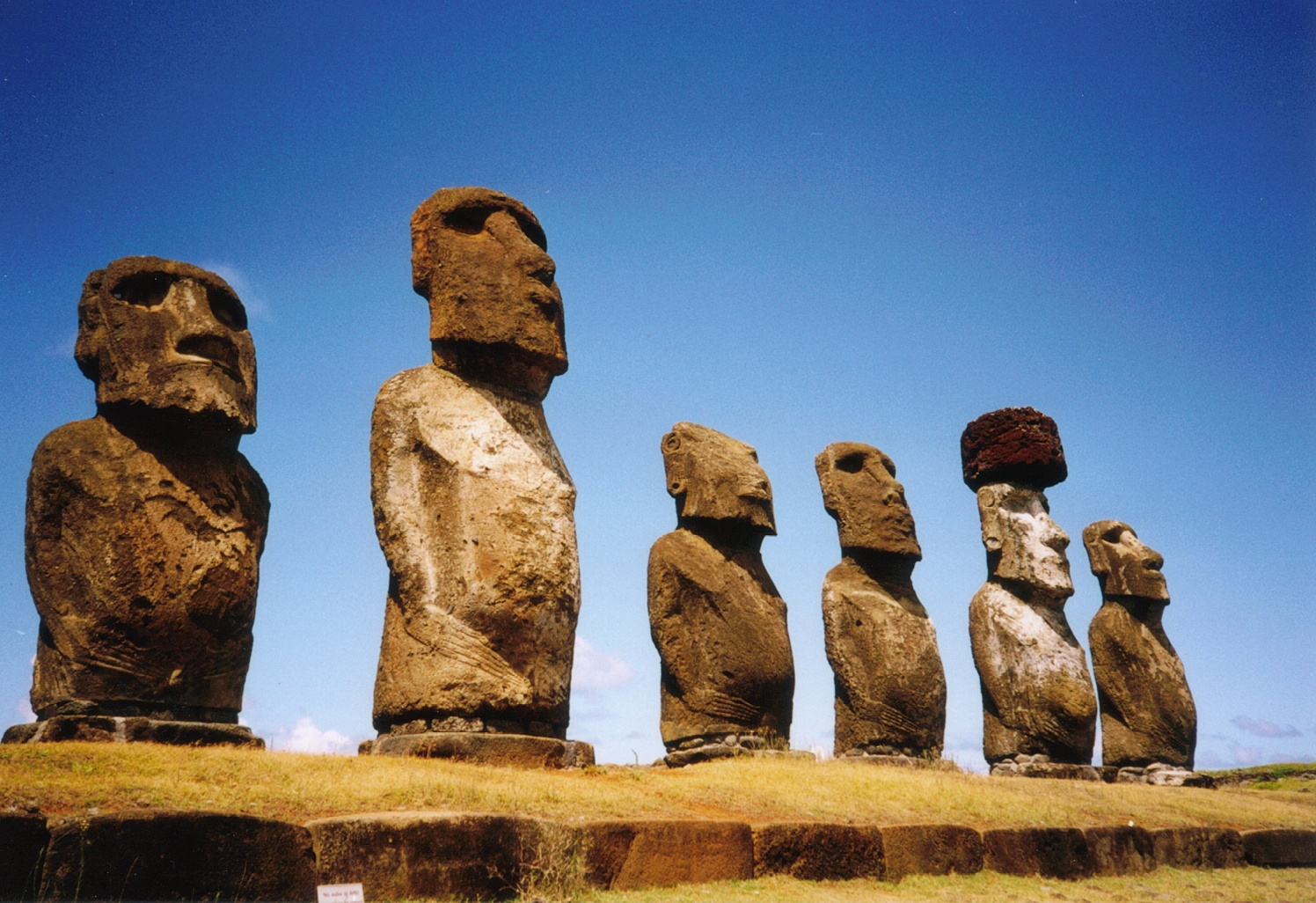
Le Dieu Debout de Para Nua s'inspire des moaïs de l'île de Pâques, dont le nom autochtone est Rapa Nui.

Para Nua est inspirée de l'île de Pâques. Les indigènes, qui se révèlent être de lointains cousins des Atlantes, y vénèrent le Dieu Debout, entré en courroux depuis que sa statue a été renversée. Jomar, partisan de Créon, détruit son vaisseau afin d'empêcher Seth de quitter l'île. Le roi de Para Nua, Hona Ly, a recours au jugement des crabes pour savoir qui dit vrai entre Seth et Jomar : Jomar, dont la traîtrise est révélée, est condamné à mort et exécuté. Hona Ly expose l'histoire de son peuple à Seth, puis tous deux assistent à l'arrivée d'un engin volant qui s'avère piloté par Hector. Celui-ci explique que la reine Rhéa, qui ne se jugeait plus digne de régner, a préféré s'exiler définitivement dans un lieu nommé Shambhala auprès de sa reine, Marta. Seth et Hector, aidés d'une des filles de Hona Ly, redressent la statue du Dieu Debout. Seth convainc alors le roi de l'emmener sur une seconde île, où se trouve l'autre statue du Dieu Debout, tandis qu'Hector, amoureux de la fille du roi, reste vivre sur Para Nua. Seth se rend en bateau sur la seconde île, Muria, où il s'aventure dans le sanctuaire du Dieu Debout. Il y rencontre une sorcière, la Tisseuse de destins, et y subit des épreuves énigmatiques au terme desquelles il obtient le pouvoir d'un puissant cristal qui lui permet de piloter lui-même un petit engin volant pour revenir sur Atlantis.

#### Retour sur Atlantis et dénouement
Seth retourne sur Atlantis où il retrouve Actyon. Il s'envole ensuite pour aborder le vaisseau de Créon, où il retrouve Anna, prisonnière du consort, et la libère de nouveau. Il parvient également à se débarrasser de Meljanz, qui tombe par-dessus bord. La poursuite s'engage entre les deux vaisseaux, mais l'arme de Créon provoque accidentellement une déflagration qui réveille le volcan de l'île d'Atlantis. Seth atterrit en catastrophe dans le village : tandis qu'Anna va retrouver son père pour se préparer à fuir, Seth retourne au palais pour la confrontation finale avec Créon. Celui-ci l'attend dans un labyrinthe qui s'étend sous le palais, habité par un Minotaure. Seth, qui échappe au monstre, parvient à retrouver Créon et à désactiver son arme à cristal. Le consort s'enfuit alors dans une salle adjacente. Seth le suit et fait alors face au Savoir Caché qui reprend sa forme véritable, celle d'une grande boule tentaculaire monstrueuse. Celle-ci dévore Créon et s'apprête à faire de même avec Seth, mais celui-ci parvient à enfermer la terrible entité dans le cristal récupéré dans la tour d'Ammu. Seth rejoint ensuite Anna et Actyon et tous trois quittent l'île en bateau juste à temps : le volcan se déchaîne et provoque un séisme qui engloutit l'Atlantide sous les flots.

### Personnages

#### Personnages principaux
- Seth, atlante membre des Compagnons de la Reine (VF : Mathieu Rivolier)
- Rhéa, Reine d'Atlantis (VF : Christine Delaroche)
- Créon, Consort de la Reine (VF : Pascal Germain)
  - Le Minotaure, apparence métamorphosée du Consort conférée par le Savoir Caché pour le défi tous les sept ans
- Actyon, pêcheur atlante (VF : Bernard Woringer)
- Anna, atlante prêtresse-pilote d'engin volant, fille d'Actyon (VF : Anne Deleuze)
- Hector, atlante pilote d'engin volant, frère d'Agathe (VF : Olivier Korol)

#### Personnages secondaires

##### Atlantis
- Agathe, atlante membre des Compagnons de la Reine (VF : Anne Deleuze)
- Lascoyt, atlante membre des Compagnons de la Reine et des Fils du rayon d'or (VF : Olivier Korol)
- Meljanz, atlante membre des Compagnons de la Reine et des Fils du rayon d'or (VF : Pierre-Alain de Garrigues)
- Gimbas, Grand prêtre de Sa'at, membre des Fils du rayon d'or (VF : Daniel Bremont)
- Seena, atlante, servante au Palais (VF : Anne Deleuze)
- Servage, atlante membre des Gardes du Consort et des Fils du rayon d'or (VF : Patrick Laplace)
- Garcelos, atlante tavernier membre des Fils du rayon d'or (VF : Daniel Bremont)
- Le Chasseur de rats (VF : Patrick Laplace)
- Carven, atlante qui semble ami de longue date d'Agathe et de Hector, membre des Fils du rayon d'or
- Lona, atlante prêtresse d'Ammu en cheffe sur Atlantis chargée de leur enseigner leur nouveau rôle de servantes de Sa'at
- Jomar, atlante pilote d'engin volant (VF : Daniel Bremont)
- Le pilote d'engin volant qui conduit Seth au Palais au début de l'aventure
- Soldats atlantes, Gardes du Consort (VF : Daniel Bremont/Pierre-Alain de Garrigues)
- Joris, atlante membre des Compagnons de la Reine, mentionné uniquement, tué aux côtés de la Reine lors de son enlèvement
- Mayna, atlante membre des Compagnons de la Reine, mentionné uniquement, tuée aux côtés de la Reine lors de son enlèvement
- Keno, atlante membre des Compagnons de la Reine, mentionné uniquement, tué aux côtés de la Reine lors de son enlèvement

##### Carbonek
- La sorcière de Stonehenge (VF : Dominique Chagnaud)
- La prêtresse atlante d'Ammu dans le camp militaire souterrain atlante de Carbonek
- La prêtresse-pilote d'Ammu dans la grotte de la sorcière de Stonehenge, la sorcière les nomme « prêtresses-oiseaux »
- Le commandant atlante des Gardes du Consort dans le camp militaire souterrain atlante de Carbonek et membre des Fils du rayon d'or

##### Spitzberg
- Le chef du village Inuit au Spitzberg
- Les guerriers Inuits au Spitzberg

##### Para Nua
- Hona Ly, Roi de l'île de Para Nua (VF : Pascal Germain)
- Naka, fille du roi Hona Ly de Para Nua, sœur jumelle de Sama
- Sama, fille du roi Hona Ly de Para Nua, sœur jumelle de Naka
- Kalu, le pêcheur de Para Nua qui a découvert l'île et la statue du Dieu Debout

##### Muria
- La Tisseuse de destins dans le sanctuaire de Muria, l'Île du Dieu Debout

##### Shambhala
- Marta, Reine de Shambhala

#### Animaux
- Silken, chat du Chasseur de rats
- Le sanglier blanc de Stonehenge
- La chouette effraie de la sorcière de Stonehenge
- L'ours blanc au Spitzberg

#### Divinités
- Ammu, déesse de la Lune atlante, mère de Sa'at, symbole du « Clair »
- Sa'at, dieu du Soleil atlante, fils d'Ammu, symbole de « l'Obscur »
- Le Savoir Caché, boule noire tentaculaire à forme de poulpe caché dans une tête métallique, personnification de « l'Obscur » et de Sa'at

## Système de jeu
Atlantis est un jeu d'aventure et d'énigmes sur le mode du « pointer-et-cliquer » à travers une vue à la première personne. Le joueur peut effectuer des rotations dans toutes les directions pour visualiser le monde qui l'entoure et se déplace le long de trajets précalculés. Le curseur reste toujours au centre de l'écran (c'est le paysage qui défile lorsque le joueur bouge la souris), et il change de forme lorsqu'une action est possible (se déplacer, saisir un objet, parler avec un personnage). L'équipement dont dispose Seth s'affiche sur une bande horizontale au bas de l'écran moyennant un clic-droit (dans la version PC). Le joueur peut cliquer sur un objet puis le faire glisser jusqu'à un endroit donné pour l'utiliser sur un élément de décor ou bien vers un personnage pour lui montrer ou lui donner l'objet en question. Quand le joueur rencontre un personnage avec qui il est possible de dialoguer, le curseur prend une forme différente ; le joueur peut alors cliquer pour afficher différents sujets de dialogue possibles symbolisés par de petites images. Lorsque Seth est accompagné par un autre personnage, un buste de ce personnage s'affiche en bas à droite de l'écran et il est possible de cliquer dessus pour afficher des sujets de dialogue.
La progression dans le jeu est ponctuée par de nombreuses énigmes de difficulté variable et des animations. Le jeu met l'accent sur l'exploration et les dialogues. La plupart du temps, Seth doit se cacher ou ruser plutôt que de recourir à la force, et les combats sont peu nombreux. Dans certaines séquences (en particulier les combats), le joueur dispose d'un temps limité pour agir, sans quoi il se retrouve en situation de game over. Les sauvegardes sont créées automatiquement par l'ordinateur à mesure que le joueur avance dans le jeu.

## Développement

### Équipe de développement
Ces informations figurent dans le livret du jeu et dans le générique qui défile lorsque le joueur quitte le jeu ou le termine. Seuls les postes principaux sont indiqués ici.
- Dirigé par : Rémi Herbulot
- Chefs de projet : Régis Carlier, Danièle Herbulot
- Scénario : Johan Robson
- Designer : Thomas Boulard
- Programmeur principal : Éric Safar
- Musiques et sons : Pierre Estève, Stéphane Picq
- Studios d'enregistrement : Studio Stakato, Studio 1, Scott Production, Shooting Star
- Direction commerciale : Patrice Rullier
- Producteurs : Rémi Herbulot, Jean-Martial Lefranc, Philippe Ulrich

### Création de l'univers
L'idée de créer le jeu Atlantis naît d'une réflexion commune entre Rémi Herbulot (concepteur) et Johan Robson (scénariste). « Nous cherchions à réaliser un grand jeu d'aventure, et Johan avait planché sur de grands thèmes. Un jour, il m'a évoqué l'idée d'un jeu autour du thème de l'Atlantide et nous avons vu qu'il y avait énormément à tirer de ce creuset » explique Rémi Herbulot dans une interview menée en 1999 par Daniel Ichbiah pour l'ouvrage Atlantis II : Le Guide officiel. « Ce thème permettait des visions grandioses et cela se mariait bien avec la technologie d'images de synthèse que Cryo entendait mettre en œuvre » précise Johan Robson.
L'univers du jeu est développé au travers de nombreux dessins préparatoires. Il combine plusieurs sources d'inspiration, en particulier plusieurs civilisations antiques : l'architecture atlante s'inspire en partie de la Grèce antique tandis que l'uniforme des gardes atlantes rappelle en partie celui des légionnaires romains et que les barques volantes font penser à la barque solaire du dieu Rê en Égypte ancienne (le rapprochement devient explicite dans Atlantis III : Le nouveau monde). « Nous nous sommes un peu inspiré de décors grecs et égyptiens, tout en s'en éloignant suffisamment pour garder un esprit complètement inconnu, l'esprit atlante » explique en 1997 Thomas Boulard, designer, dans une vidéo de making of. « Pour ce qui est de l'aspect purement esthétique, j'ai essayé de conserver (...) un esprit assez zen (...), qui reflète cette grande part de rêve qu'il y a dans Atlantis » ajoute-t-il.
Les créateurs choisissent intentionnellement de faire référence à plusieurs civilisations antiques ou mythologiques. Johan Robson explique en 1999 : « Tous les épisodes du jeu font référence à divers mythes qui existaient autour de l'Atlantide. Par exemple, l'île de Rapa Nui ressemble un peu à l'île de Pâques et c'était donc un clin d'œil à cette civilisation. (...) Dans le jeu, nous avons également évoqué la civilisation Mu. Nous avons donc un passage dans une petite île volcanique, Muria, où le héros retrouve les sources de la civilisation atlante. D'autres ont situé l'Atlantide dans le Grand Nord, d'où le passage chez les eskimos au Spitzberg. D'autres encore ont vu une influence atlante dans Stonehenge et cela explique l'épisode qui se situe dans la forêt. Le jeu n'invente rien. Il puise dans diverses légendes ». Rémi Herbulot explique que la présence de la reine Rhéa « était un clin d'œil à L'Atlantide de Pierre Benoit : dans l'esprit de beaucoup de gens, l'Atlantide et la notion de reine sont étroitement liés ».
Certaines idées sont écartées du jeu final, notamment celle de femmes atlantes dotées de masques dorés du type loup et de coiffures inspirées de l'époque moderne, ou encore des armes portatives atlantes utilisant l'énergie des cristaux et rappelant des sortes de fusils, qu'auraient portées les gardes de l'île.
Le scénario suit une logique préétablie : « Le parcours que le joueur effectue est en sens inverse de celui qu'est censé avoir suivi le peuple atlante. Il remonte aux sources du pouvoir de nature extra-terrestre, un pouvoir qui rappelle un peu la pomme dans le Jardin d'Éden, étant donné que c'est la connaissance qui divise en bien et en mal » explique Johan Robson.

### Moteur graphique
Le jeu utilise une imagerie panoramique à 360° qui permet au joueur de regarder dans toutes les directions, et le décor statique précalculé est complété par des animations cycliques ponctuelles. Atlantis emploie plusieurs technologies propriétaires développées par Cryo. La technologie OMNI 3D, qui permet une vision panoramique de l'environnement sous forme de décors 3D précalculés, est développée pour le jeu. Une autre technologie, baptisée OMNI SYNC, permet la synchronisation des lèvres des personnages avec leur discours, et ceci dans les différentes langues.
Dans un making of réalisé en 1997, Régis Carlier, chef de projet, commente : « On peut se déplacer à 360 degrés, regarder en haut, en bas, sur les côtés, et tout ça avec la même facilité que de tourner la tête. C'est un système qui permet de jouer à un jeu d'aventure avec un réalisme et une liberté qu'on n'a jamais connus avant sur ce type de jeu. On se croirait dans un jeu en 3D temps réel avec une qualité qui est beaucoup plus élaborée ». Le chef de projet poursuit : « Pour Atlantis, on n'a pas arrêté d'améliorer notre système d'OMNI 3D pour lui permettre, en plus du déplacement dans toutes les directions, d'afficher des animations qui peuvent être des animations de personnages ou des animations d'objets ». La voix off du documentaire affirme que « L'ensemble des différents décors qui composent l'île ont été conçus d'un seul tenant : les différents lieux et décors sont parfaitement liés et on peut passer d'un lieu à un autre sas aucun souci de raccord. Un véritable défi technique qui ne s'arrête pas là, quand on sait qu'il aurait fallu 8 mois de calculs s'il n'y avait eu qu'un seul ordinateur pour calculer les 4 millions de polygones de la forêt. Et pour la totalité du jeu, il aurait fallu 8 ans ».

### Sortie
Le jeu sort en France le 25 mars 1997, puis aux États-Unis le 30 septembre. Dans son édition d'origine de 1997, destinée à être jouée sur PC ou Macintosh, le jeu est réparti sur 4 CD-ROM puis rendu disponible en DVD au printemps 1998. Des versions pour consoles ont été publiées par la suite pour PlayStation et Saturn.

## Accueil

### Critiques dans la presse
Le jeu reçoit un premier accueil moyen de la part des critiques. Le magazine Génération 4, dans une critique parue dans le numéro de juillet-août 1997, Didier Latil donne aux graphismes 6 sur 6, au son 4 sur 6, et à la jouabilité 3 sur 6. Il loue les graphismes somptueux du jeu et la simplicité de son interface, ainsi que le travail créatif apporté à l'univers et l'atmosphère qui s'en dégage ; il regrette en revanche la trop grande linéarité de l'intrigue, les scènes d'action trop compliquées par rapport aux énigmes quant à elles trop simples, et un système de sauvegarde pas toujours pratique. Il en conclut que le jeu s'adresse avant tout aux novices. En août 1997, le magazine Edge attribue au jeu la note de 6 sur 10. Sur le site GameSpot, Chris Gregson, dans sa critique du jeu en octobre, lui attribue une note de 4,2 sur 10. Il loue les « très beaux graphismes » du jeu et sa « bande originale New Age », qui installent très bien l'univers, ainsi que la richesse des interactions avec les personnages, meilleures que celles de beaucoup d'autres jeux de l'époque. Mais Gregson regrette les limites du système de sauvegarde automatique (qui contraint parfois le joueur à refaire toute une séquence du jeu pour revenir à l'endroit où il était resté bloqué par un puzzle ou un piège mortel), l'absence de fonction pause, l'interface Omni3D qui peut s'avérer déroutante au premier abord lorsqu'il s'agit de saisir des objets, et surtout les défauts de certaines énigmes, solubles par des tentatives répétées plus que par la réflexion et la logique, et parfois pénibles à refaire (il cite l'épreuve de la course de crabes sur l'île de Para Nua) : ces défauts aboutissent selon lui à rallonger artificiellement la durée de vie du jeu malgré d'autres énigmes par ailleurs très faciles.
Dans une critique du jeu réalisée deux ans après sa sortie, en août 1999, sur le site Adventure Classic Gaming, Audrey Wells attribue à Atlantis : Secrets d'un monde oublié une note globale de 3 sur 5 ; elle évalue le gameplay à 2 sur 5 (correct), la réalisation à 5 (excellent) et la difficulté à 4 (difficile). Wells souligne qu'à l'époque où il est sorti, le jeu repoussait les limites de la technique, en particulier sur le plan des graphismes, et elle loue également la musique. Wells trouve au jeu, dans l'ensemble, les mêmes défauts que Gregson dans sa critique sur GameSpot, et trouve que le système d'icônes représentant les sujets de conversation possibles avec un personnage est inadapté aux séquences où le choix et l'ordre des répliques deviennent vitaux, car le joueur n'a alors aucun moyen de savoir ce que telle ou telle icône fera dire à Seth, sauf en multipliant les tentatives pour les essayer toutes. Sur le plan des graphismes, Wells remarque que les membres des personnages ressemblent un peu trop à ceux de pantins rigides et que beaucoup de personnages secondaires ont des visages identiques. Elle indique aussi (Gregson le remarquait également) quelques inégalités dans la réalisation des voix anglaises. Wells juge cependant que les qualités du jeu contrebalancent ses défauts et qu'il reste agréable à jouer.
Le site Jeuxvideo.com revient sur Atlantis : secrets d'un monde oublié en 2011 et en donne une critique favorable. Les graphismes, l'ambiance, la musique, le scénario et la simplicité de la jouabilité sont considérés comme les points forts du jeu. Le critique regrette en revanche la linéarité du jeu (il n'y a qu'une seule bonne façon de surmonter un obstacle donné), l'interface des dialogues peu claire, les animations des personnages secondaires qui manquent parfois de personnalité et les musiques parfois un peu courtes donc répétitives. Il conclut que, sans être parfait, le jeu possède de sérieux atouts et reste une référence dans les jeux d'aventure.

### Ventes
Le jeu figure à la deuxième place du palmarès des meilleures ventes d'Electre multimédia au mois de juin 1997 puis au mois de septembre 1997. Le jeu se vend à plus de 300 000 exemplaires.

## Bande originale du jeu
La musique du jeu, qui apporte beaucoup à son ambiance, est composée par Pierre Estève et Stéphane Picq. Stéphane Picq avait déjà réalisé les bandes originales de plusieurs jeux de Cryo, dont Dune en 1992. Pierre Estève, de son côté, réalise par la suite, seul, la musique de deux autres jeux de la franchise Atlantis, Atlantis II et Atlantis Evolution (quatrième jeu de la franchise). La musique d'Atlantis reflète l'intérêt de Pierre Estève et Stéphane Picq pour les musiques du monde : elle emploie des instruments très variés venus de nombreux pays, et a également recours aux ressources de la musique électronique.
La bande originale du jeu est publiée par Shooting Star sous forme de double album en 1997, dans la collection « Multi Media Music » consacrée aux bandes originales de jeux vidéo.
Les deux CD sont pourvus de pistes CD-ROM contenant des bonus. Le second CD comprend un logiciel qui présente des esquisses et concepts préparatoires d'Atlantis sous la forme d'un carnet de voyage librement inspiré de l'histoire du jeu. Il inclut des vidéos compressées reproduisant certaines cinématiques, ainsi que des fichiers audio de sons utilisés pour le jeu, et une présentation des autres albums de la collection.
Le site RPG Fan affirme, dans une critique mise en ligne en 2006, que la musique des jeux Atlantis est ce qui leur permet de se distinguer des autres jeux vidéo du genre et voit dans la musique d'Atlantis : Secrets d'un monde oublié une « bande originale non conventionnelle, assez différente des autres ». Le site Greatest Game Music livre une critique très positive de l'album, soulignant son ambition, la grande variété des instruments employés, la qualité de l'enregistrement et la réussite des ambiances produites, entre émerveillement et spiritualité. Il déplore l'absence, dans l'album, d'informations sur les inspirations et l'élaboration de la musique du jeu.

## Postérité

### Suites
Atlantis : Secrets d'un monde oublié et la franchise Atlantis sont l'un des principaux succès de Cryo Interactive. À ce titre, après le rachat de Cryo par DreamCatcher Interactive en 2002, les trois premiers volets de la série sont réédités par The Adventure Company, une branche de DreamCatcher. En 2008, Microïds rachète les droits de propriété intellectuelle de tout le catalogue Cryo et de toutes les marques Cryo et annonce son intention de commercialiser de nouveau l'ensemble des jeux de la série.

### Roman dérivé
Devant le succès du jeu, Cryo Interactive s'associe aux éditions J'ai lu pour réaliser un roman dans l'univers d'Atlantis. L'écrivain français Pierre Bordage réalise sur commande le roman Atlantis, les fils du rayon d'or, qui paraît en mars 1998, en édition papier et sur Internet en coédition avec le site d'édition en ligne 00h00.com. L'intrigue du roman se déroule avant celle du jeu vidéo, dont il constitue une préquelle (le roman a d'ailleurs pour sous-titre « Naissance d'un univers »). L'histoire met en scène Tcholko, un guerrier tunguz, qui se retrouve plongé par accident dans les intrigues politiques de l'Atlantide. Les personnages principaux sont des créations de Bordage, mais le roman met en scène certaines factions (les Fils du rayon d'or) et personnages (Créon le consort, le Chasseur de rats) qui apparaissent aussi dans le jeu.
En 1999, Rémi Herbulot commente au sujet de ce roman : « Personnellement, j'ai beaucoup aimé ce que Pierre Bordage a écrit. C'est un auteur que je ne connaissais pas avant que les gens de J'ai lu nous en parlent. Je l'ai découvert en cette occasion et depuis, je suis devenu un lecteur assidu de son œuvre. (...) Ce que Bordage a fait avec Atlantis est plutôt réussi, étant donné qu'il n'était pas maître à cent pour cent du scénario et qu'il devait se raccrocher artificiellement à une histoire préexistante ».